# Robert Delaunay
Robert Delaunay (n. 12 aprilie 1885, Paris, Franța – d. 25 octombrie 1941, Montpellier, Franța) a fost un pictor francez, inițiator al orfismului (nume dat de Guillaume Apollinaire), orientare artistică derivată din cubism, care aspiră către primatul culorii ca mijloc de detașare a luminozității și a dinamismului. Delaunay și–a construit tablourile folosind, preponderent, contrastul cromatic simultan, recompunând formele (seria "Tour Eiffel"), pentru a ajunge într-unele din operele sale la reprezentări abstracte ("Forme circulare", "Ritmuri infinite").

## Biografie artistică
Robert Delaunay expune pentru prima dată în 1904 la "Salonul Independenților" și se împrietenește cu Jean Metzinger și cu Douanier Rousseau, prin intermediul cărora descoperă fauvismul și pointilismul, înainte de adera, începând cu anul 1908, la mișcarea cubistă. În această perioadă o cunoaște pe tânăra pictoriță de origine rusă, Sonia Uhde-Terk, cu care se căsătorește, ea semnând de acum încolo cu numele Sonia Delaunay-Terk (1885 - 1979. Mai târziu vor lucra împreună la mai multe proiecte decorative. La Paris, cu ocazia Expoziției expresioniste din 1912, întâlnește pe Paul Klee, August Macke, Franz Marc și Hans Arp.
Împreună cu Fernand Léger, realizează picturi murale pentru "Expoziția de Arte Decorative" din 1925. Pictează portretele unor prieteni, poeți și muzicieni cu tendințe avangardiste, ca Philippe Soupault, Tristan Tzara, André Breton, Louis Aragon, Igor Stravinsky. După 1930 creează aproape exclusiv artă abstractă, folosind ca materiale nisipul, mozaicuri, caseină și piatră de șlefuit pentru a efectua reliefuri. Împreună cu Sonia Delaunay-Terk, André Lhote și Jacques Villon execută decorarea sălii de sculptură pentru "Salon des Tuileries" și, cu această ocazie, către 1938, pictează trei mari "Ritmuri", care sunt ultimele sale opere mai importante.
Robert Delaunay moare la 25 octombrie 1941 în Montpellier.

## Galerie

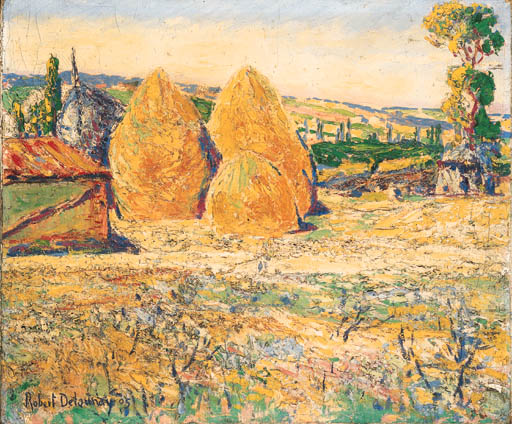
"Paysage: Les meules", 1905
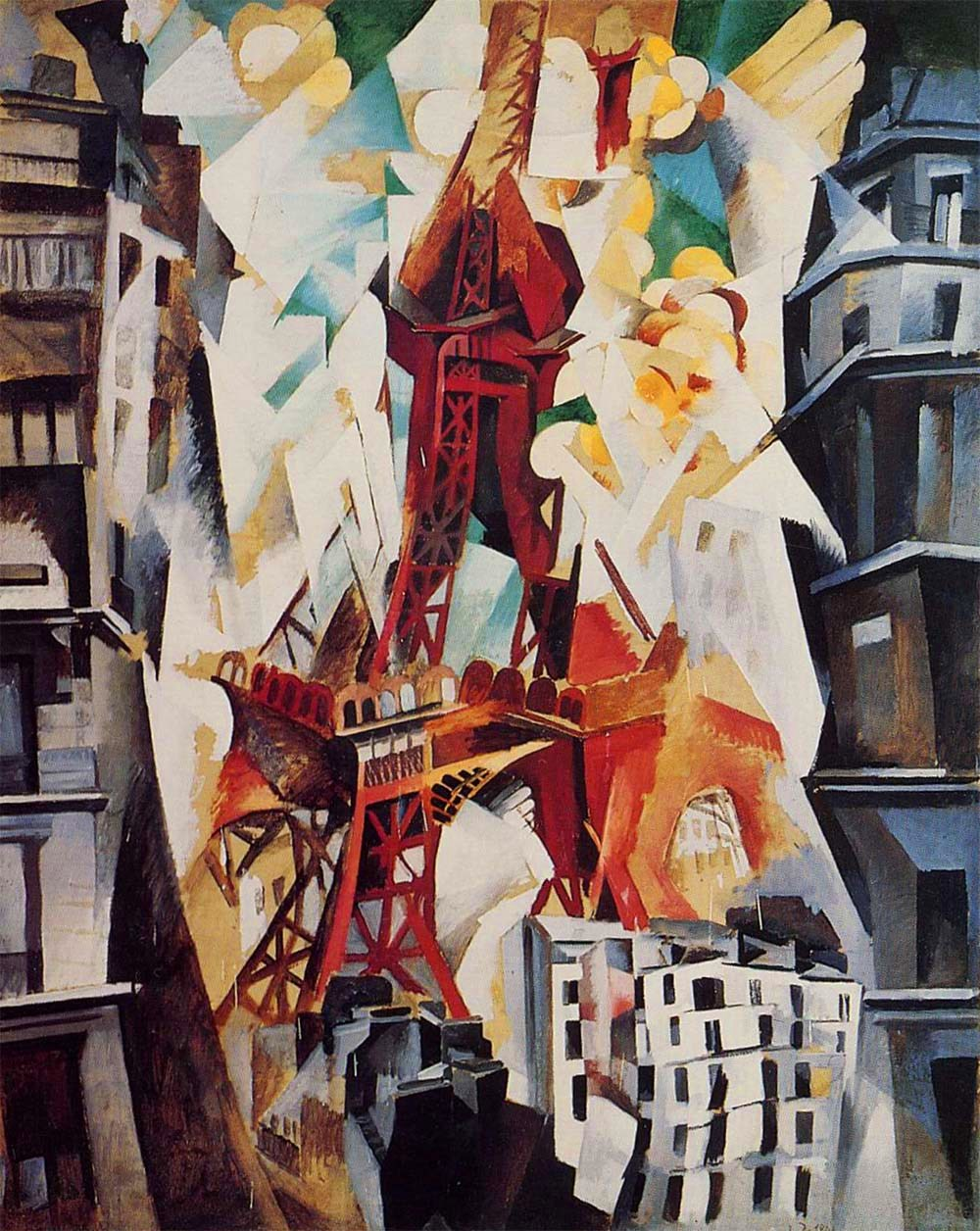
"Champs de Mars: La Tour Rouge", 1911-1919
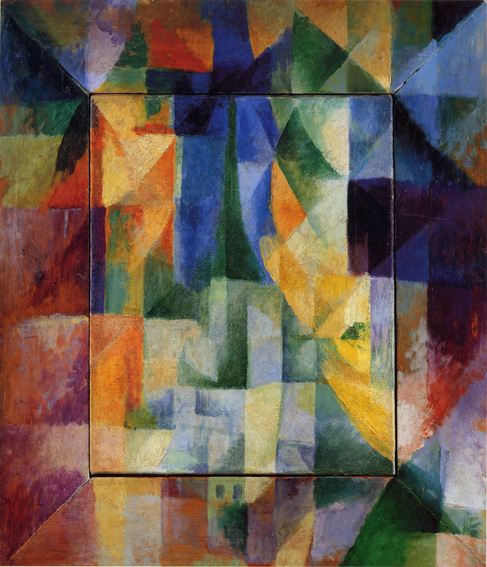
"Les Fenêtres", 1912
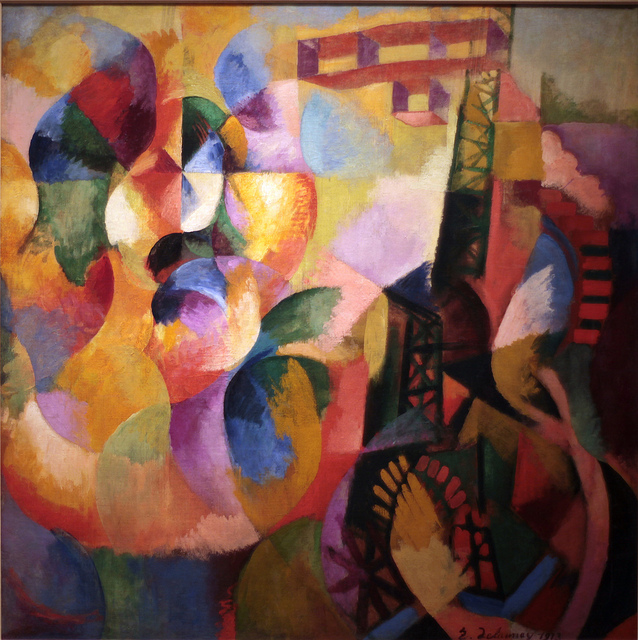
"Soleil Tour Aéroplane", 1913
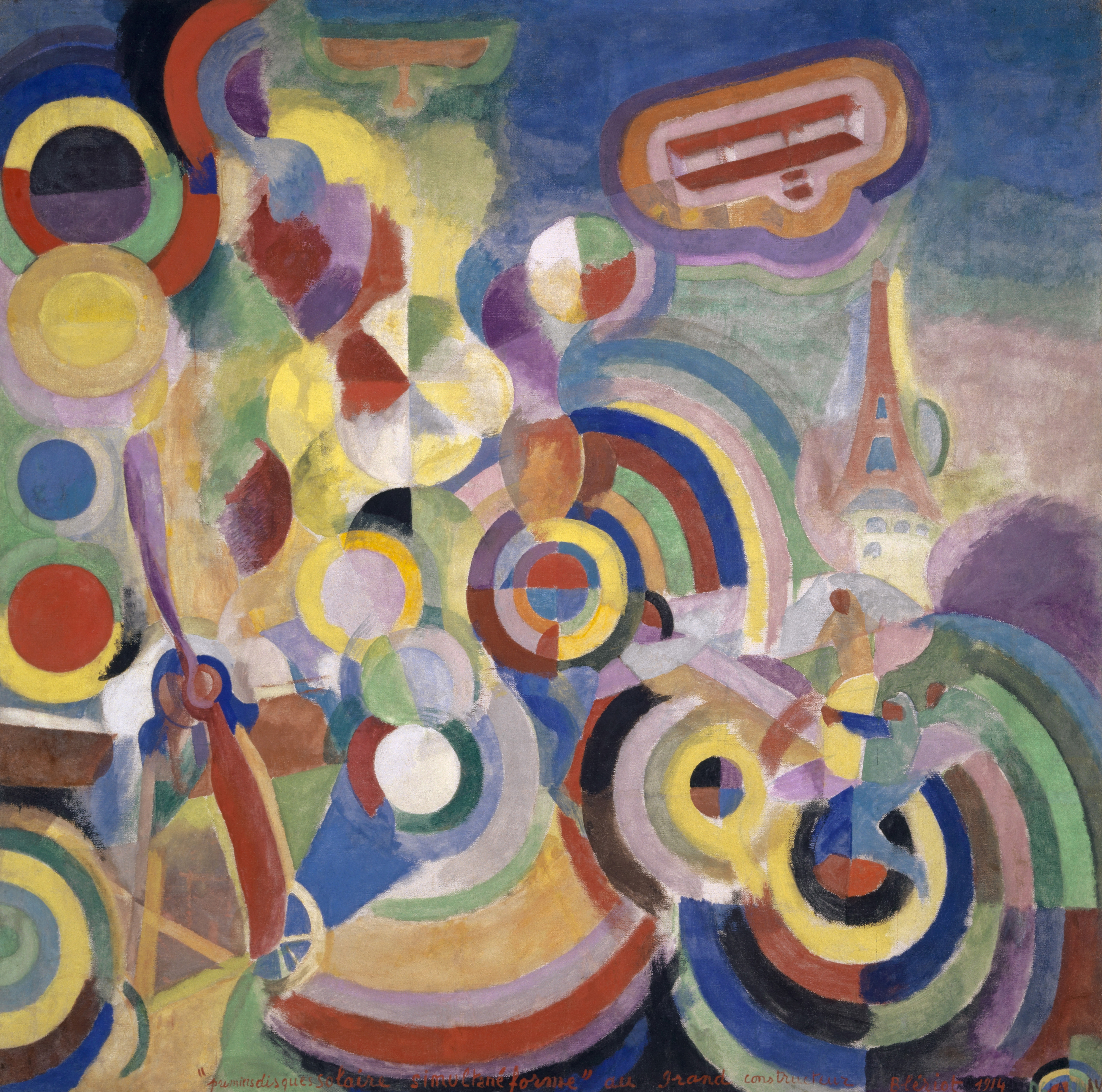
"Hommage à Blériot", 1914
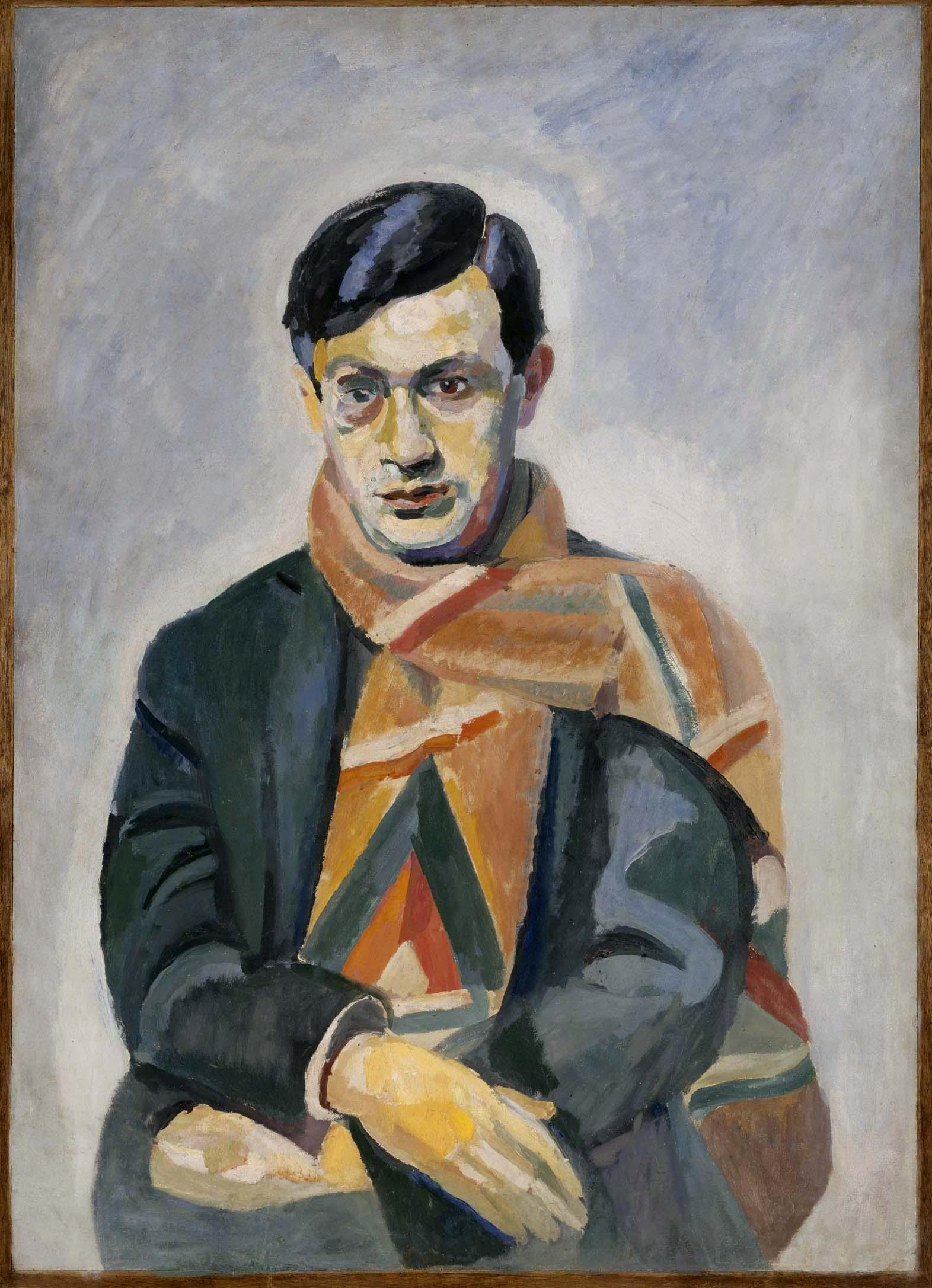
"Portretul lui Tristan Tzara", 1923
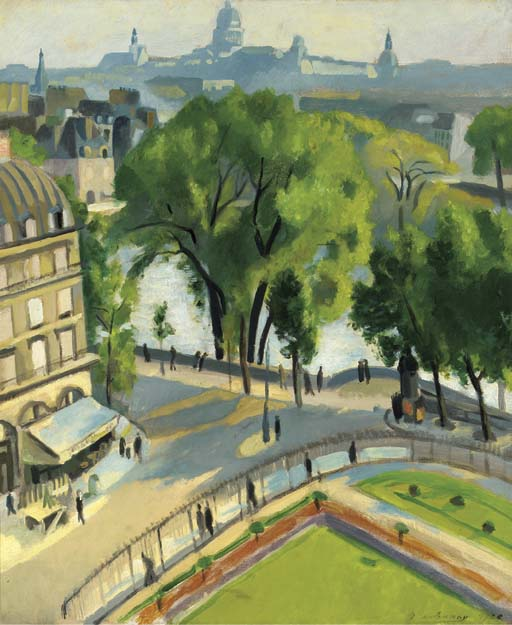
"Vue du Quai du Louvre", 1928
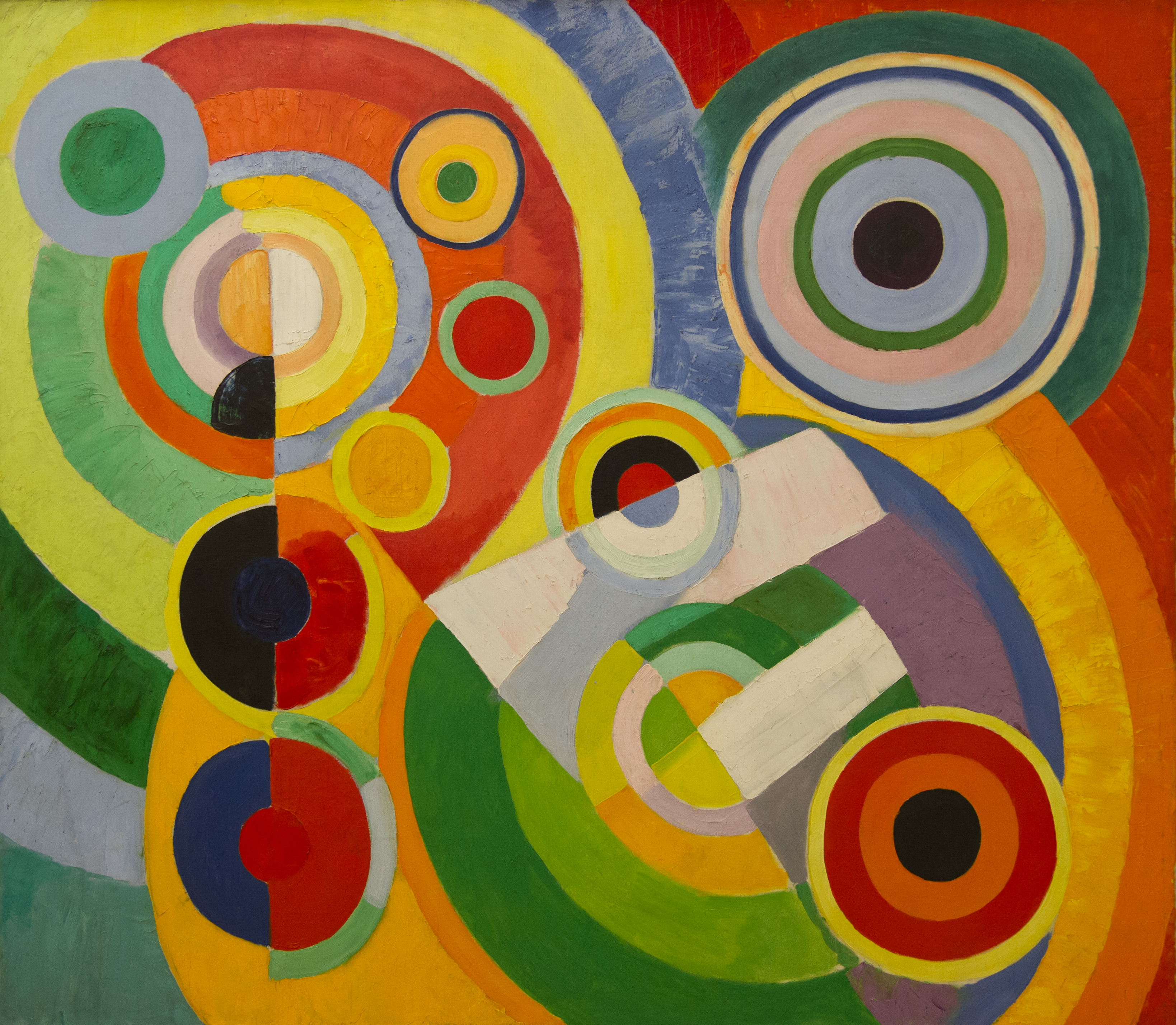
"Rythme, Joie de vivre", 1930